# Molossus sinaloae
Molossus sinaloae је сисар из реда слепих мишева и фамилије Molossidae. 

## Угроженост
Ова врста није угрожена, и наведена је као последња брига јер има широко распрострањење.

## Распрострањење
Врста има станиште у Белизеу, Гвајани, Гватемали, Колумбији, Костарици, Мексику, Никарагви, Панами, Салвадору, Суринаму, Тринидаду и Тобагу, Француској Гвајани и Хондурасу.

## Популациони тренд
Популација ове врсте је стабилна, судећи по доступним подацима.

## Станиште
Врста Molossus sinaloae има станиште на копну.